# Рейнольдс, Осборн
О́сборн Ре́йно́льдс (англ. Osborne Reynolds; 23 августа 1842, Белфаст — 21 февраля 1912, Уотчет, графство Сомерсет) — английский механик, физик и инженер, специалист в области гидромеханики и гидравлики. Член Лондонского королевского общества (1877).

## Биография
Осборн Рейнольдс родился 23 августа 1842 года в городе Белфасте в семье священнослужителя. С 18 лет работал в механической мастерской.
Окончил Куинз-колледж Кембриджского университета в 1867 году. С 1868 года по 1905 год был профессором кафедры строительной механики Манчестерского университета. С 1888 года возглавлял Витвортовскую инженерную лабораторию.
В 1888 году он был награждён Королевской медалью Лондонского королевского общества.
Осборн Рейнольдс скончался 21 февраля 1912 года в Уотчете.

## Научная деятельность
Исследования Осборна Рейнольдса главным образом посвящены механике, теплообмену, электричеству, магнетизму, астрофизике, но основные его работы относились к теории турбулентности, теории динамического подобия течения вязкой жидкости и теории смазки.
Экспериментально установил (1876—1883 гг.) критерий перехода ламинарного режима движения жидкости, текущей в цилиндрической трубе, в турбулентный режим; данный критерий заключается в том, что введённая Рейнольдсом безразмерная величина (названная в его честь числом Рейнольдса) превышает некоторое критическое значение. Применительно к турбулентному движению вывел дифференциальные уравнения осреднённого движения жидкости, содержащие нерегулярные пульсационные добавки. Сформулировал критерий подобия двух различных течений вязкой жидкости.
В 1886 году учёный развил гидродинамическую теорию смазки; при этом предложил дифференциальное уравнение, характеризующее распределение давления в вязкой жидкости, которая заполняет собой зазор между поверхностями вала и подшипника.
Исследовал явления кавитации, групповой скорости распространения волн на свободной поверхности жидкости, теплопередачи от стенок сосуда к жидкости. Определил механический эквивалент теплоты.
Рейнольдс был первым, кто исследовал природу трения качения упругих катков по упругим основаниям; в своей работе 1876 года он изучал качение резиновых и стальных катков по резиновым и стальным плоским основаниям. Причину возникновения трения качения он видел во взаимном частичном проскальзывании поверхностей катка и основания.
Сконструировал ряд турбин и центробежных насосов. Разработал теорию радиометра.